# Flower of Scotland
«Flor de Escocia» («Flower of Scotland» en inglés) es uno de los himnos oficiales de Escocia. Como tal, es cantado en aquellos eventos deportivos en los que participan las selecciones de fútbol o rugby; y en otros, como los Juegos de la Mancomunidad, se utiliza «Valiente Escocia» como himno escocés.
La canción fue compuesta a mediados de la década de 1960 por Roy Williamson del grupo folclórico The Corries. Se escuchó públicamente por primera vez en una serie de televisión de la BBC de 1967. La letra se refiere a la victoria de los escoceses, liderados por Roberto I, sobre Eduardo II de Inglaterra en la batalla de Bannockburn en 1314. Aunque no existe un himno nacional oficial de Escocia, "Flower of Scotland" es uno de una serie de canciones que se utilizan, junto con la más antigua "Scotland the Brave". 
La canción fue compuesta y cantada en inglés, con pronunciación escocesa de algunas palabras (p. ej., "Tae" en lugar de "To").

## Historia
Esta canción es en especial la favorita de los seguidores de la selección de rugby de Escocia, que la adoptó durante el Lions tour que realizó en Sudáfrica en 1974. Los dos últimos versos de cada estrofa son cantados por los jugadores con especial rabia, sobre todo cuando se enfrentan a la selección de Inglaterra. La Asociación Escocesa de Fútbol también adoptó «Flor de Escocia» como su himno oficial en 1997, aunque ya la venía usando desde 1993, siguiendo el ejemplo de la selección de Rugby. No obstante, con ocasión de Juegos de la Mancomunidad de 2010, los deportistas escoceses votaron a favor de usar «Flor de Escocia» como himno.
Normalmente sólo se cantan la primera y tercera estrofas, aunque el cantante Donnie Munro, de ideas unionistas se negó a entonar la tercera, optando por usar la segunda estrofa.[cita requerida]

## Letra
| Flor de Escocia, en castellano. Oh, Flor de Escocia, cuándo veremos otros iguales de nuevo, que lucharon y murieron por tu pedacito de colina y cañada, y resistieron contra él, el ejército del orgulloso Eduardo, y lo enviaron a casa, a pensárselo de nuevo. Las colinas están desnudas ahora, y las hojas de otoño yacen tupidas e inmóviles, sobre la tierra ahora perdida, que aquellos con tanto sacrificio defendieron, y resistieron contra él, el ejército del orgulloso Eduardo, y lo enviaron a casa, a pensárselo de nuevo. Esos días son pasado ahora, y en el pasado deben permanecer, pero todavía podemos levantarnos, y volver a ser la nación, que resistió contra él, el ejército del orgulloso Eduardo, y lo envió a casa, a pensárselo de nuevo. Oh, Flor de Escocia, cuándo veremos otros iguales de nuevo, que lucharon y murieron por tu pedacito de colina y cañada, y resistieron contra él, el ejército del orgulloso Eduardo, y lo enviaron a casa, a pensárselo de nuevo. | Flower of Scotland, letra original en inglés. O Flower of Scotland, When will we see Your like again, That fought and died for, Your wee bit hill and glen, And stood against him, Proud Edward's Army, And sent him homeward, Tae think again. The Hills are bare now, And Autumn leaves Lie thick and still, O'er land that is lost now, Which those so dearly held, That stood against him, Proud Edward's Army, And sent him homeward, Tae think again. Those days are past now, And in the past They must remain, But we can still rise now, And be the nation again, That stood against him, Proud Edward's Army, And sent him homeward, Tae think again. O Flower of Scotland, When will we see Your like again, That fought and died for, Your wee bit hill and glen, And stood against him, Proud Edward's Army, And sent him homeward, Tae think again. |

## Letra en gaélico
AM FLÙR NA H-ALBA

O Fhlùir na h-Alba,

cuin a chì sinn

an seòrsa laoich

a sheas gu bàs 'son

am bileag feòir is fraoich,

a sheas an aghaidh

feachd uailleil Iomhair

's a ruaig e dhachaidh

air chaochladh smaoin?

Na cnuic tha lomnochd

's tha duilleach Foghair

mar bhrat air làr,

am fearann caillte

dan tug na seòid ud gràdh,

a sheas an aghaidh

feachd uailleil Iomhair

's a ruaig e dhachaigh

air chaochladh smaoin.

Tha 'n eachdraidh dùinte

ach air dìochuimhne

chan fheum i bhith,

is faodaidh sinn èirigh

gu bhith nar Rìoghachd a-rìs

a sheas an aghaidh

feachd uailleil Iomhair

's a ruaig e dhachaidh

air chaochladh smaoin.

O Fhlùir na h-Alba,

cuin a chì sinn

an seòrsa laoich

a sheas gu bàs 'son

am bileag feòir is fraoich,

a sheas an aghaidh

feachd uailleil Iomhair

's a ruaig e dhachaidh

air chaochladh smaoin?

## Letra en escocés
O Flouer o Scotland,

Whan will we see

Your like again,

That focht and dee'd for,

Your wee bit Hill an Glen,

An stuid agin him,

Prood Edward's Airmy,

An sent him hamewart,

Tae think again.

The Hills is bare nou,

An Autumn leafs

Lies thick an still,

Ower land that is lost nou,

That thae sae dearly held,

That stuid agin him,

Prood Edward's Airmy,

An sent him hamewart,

Tae think again.

Thir days is past nou,

An in the past

They maun remain,

But we can aye rise nou,

An be the nation again,

That stuid agin him,

Prood Edward's Airmy,

An sent him hamewart,

Tae think again.

O Flouer o Scotland,

Whan will we see

Your like again,

That focht an dee'd for,

Your wee bit Hill an Glen,

An stuid agin him,

Prood Edward's Airmy,

An sent him hamewart,

Tae think again.